# Verquigneul
Verquigneul és un municipi francès situat al departament del Pas de Calais i a la regió dels Alts de França. L'any 2007 tenia 1.971 habitants.

## Demografia

### Població
El 2007 la població de fet de Verquigneul era de 1.971 persones. Hi havia 629 famílies de les quals 127 eren unipersonals (50 homes vivint sols i 77 dones vivint soles), 169 parelles sense fills, 268 parelles amb fills i 65 famílies monoparentals amb fills.
La població ha evolucionat segons el següent gràfic:
Habitants censats

### Habitatges
El 2007 hi havia 664 habitatges, 628 eren l'habitatge principal de la família, 1 era una segona residència i 35 estaven desocupats. 632 eren cases i 24 eren apartaments. Dels 628 habitatges principals, 479 estaven ocupats pels seus propietaris, 140 estaven llogats i ocupats pels llogaters i 9 estaven cedits a títol gratuït; 17 tenien una cambra, 14 en tenien dues, 34 en tenien tres, 161 en tenien quatre i 402 en tenien cinc o més. 506 habitatges disposaven pel capbaix d'una plaça de pàrquing. A 243 habitatges hi havia un automòbil i a 311 n'hi havia dos o més.

## Economia
El 2007 la població en edat de treballar era de 1.425 persones, 881 eren actives i 544 eren inactives. De les 881 persones actives 781 estaven ocupades (439 homes i 342 dones) i 99 estaven aturades (57 homes i 42 dones). De les 544 persones inactives 78 estaven jubilades, 347 estaven estudiant i 119 estaven classificades com a «altres inactius».

### Ingressos
El 2009 a Verquigneul hi havia 635 unitats fiscals que integraven 1.795,5 persones, la mediana anual d'ingressos fiscals per persona era de 17.935 €.

### Activitats econòmiques
Dels 21 establiments que hi havia el 2007, 2 eren d'empreses de fabricació d'altres productes industrials, 1 d'una empresa de construcció, 5 d'empreses de comerç i reparació d'automòbils, 1 d'una empresa de transport, 1 d'una empresa d'hostatgeria i restauració, 1 d'una empresa financera, 1 d'una empresa immobiliària, 1 d'una empresa de serveis, 6 d'entitats de l'administració pública i 2 d'empreses classificades com a «altres activitats de serveis».
Dels 3 establiments de servei als particulars que hi havia el 2009, 1 era un guixaire pintor, 1 perruqueria i 1 restaurant.
L'únic establiment comercial que hi havia el 2009 era una fleca.

## Poblacions més properes
El següent diagrama mostra les poblacions més properes.